# P/2024 L4 Rankin
P/2024 L4 Rankin è una cometa appartenente alla famiglia delle comete della fascia principale. La cometa è stata scoperta il 15 giugno 2024  dall'astrofilo statunitense David Rankin: dopo l'annuncio della scoperta si è cominciato a scoprire immagini di prescoperta  risalenti sempre più nel passato fino ad arrivare all'agosto 2004 .

## Caratteristiche orbitali
La cometa ha una piccola MOID con la Terra dell'ordine dei 15 milioni di km e una ancora più piccola pianeta Venere: con quest'ultimo pianeta ha avuto un passaggio ravvicinato il 4 luglio 1997 di 0,01051 U.A. (poco meno di 1.600.000 km), il 18 agosto 2107 passerà a poco più di 2.000.000 di km e il 3 novembre 2180 a poco meno di 3.000.000 di km .

## Possibili sciami meteorici correlati
Una piccola MOID comporta la possibilità di sciami meteorici. Già meno di un mese dopo la scoperta ufficiale Peter Jenniskens un astronomo olandese ipotizzava un legame tra la cometa e lo sciame delle Delta1 Canidi Minori , nel settembre 2024 veniva reso noto che negli archivi risultavano osservate meteore che potevano essere correlate alla cometa : nonostante questi lavori ed osservazioni la correlazione tra la cometa e lo sciame è ancora da confermare; relativamente a Venere l'esistenza di uno sciame meteorico è molto più probabile tuttavia rimarrà indimostrata per molti anni a venire in mancanza di osservatori in loco.